# Single numer jeden w roku 2022 (Litwa)
Notowania Singlų Top 100 publikowane i kompletowane są przez organizację Agata w oparciu o cotygodniowe wyniki sprzedaży cyfrowej i fizycznej singli na Litwie, a także częstotliwość odtwarzania utworów w serwisach streamingowych takich jak; Spotify, Deezer, Apple Music, iTunes, Google Play i Shazam. Poniżej znajduje się tabela prezentująca najpopularniejsze single w danych tygodniach w roku 2022.
W 2021 szesnaście singli różnych artystów osiągnęły szczyt litewskiego notowania Agata, licząc utwory „Rockin’ Around the Christmas Tree” Brendy Lee i „Cold Heart (Remix)” Eltona Johna, Duy Lipy i Pnau, które już pod koniec 2021 znalazły się na pierwszym miejscu listy.

## Historia notowania
| Data publikacji | Tytuł                               | Artysta                    | Źródło |
| --------------- | ----------------------------------- | -------------------------- | ------ |
| 7 stycznia      | „Cold Heart (Remix)”                | Elton John, Dua Lipa, Pnau | [ 3 ]  |
| 14 stycznia     | „Cold Heart (Remix)”                | Elton John, Dua Lipa, Pnau | [ 4 ]  |
| 21 stycznia     | „Cold Heart (Remix)”                | Elton John, Dua Lipa, Pnau | [ 5 ]  |
| 28 stycznia     | „Sentimentai”                       | Monika Liu                 | [ 6 ]  |
| 4 lutego        | „Šokam Lėtai”                       | Jessica Shy                | [ 7 ]  |
| 11 lutego       | „Sentimentai”                       | Monika Liu                 | [ 8 ]  |
| 18 lutego       | „Sentimentai”                       | Monika Liu                 | [ 9 ]  |
| 25 lutego       | „Sentimentai”                       | Monika Liu                 | [ 10 ] |
| 4 marca         | „Sentimentai”                       | Monika Liu                 | [ 11 ] |
| 11 marca        | „Sentimentai”                       | Monika Liu                 | [ 12 ] |
| 18 marca        | „Heat Waves”                        | Glass Animals              | [ 13 ] |
| 25 marca        | „Heat Waves”                        | Glass Animals              | [ 14 ] |
| 1 kwietnia      | „Heat Waves”                        | Glass Animals              | [ 15 ] |
| 8 kwietnia      | „As It Was”                         | Harry Styles               | [ 16 ] |
| 15 kwietnia     | „As It Was”                         | Harry Styles               | [ 17 ] |
| 22 kwietnia     | „As It Was”                         | Harry Styles               | [ 18 ] |
| 29 kwietnia     | „As It Was”                         | Harry Styles               | [ 19 ] |
| 6 maja          | „As It Was”                         | Harry Styles               | [ 20 ] |
| 13 maja         | „As It Was”                         | Harry Styles               | [ 21 ] |
| 20 maja         | „Stefania”                          | Kalush                     | [ 22 ] |
| 27 maja         | „As It Was”                         | Harry Styles               | [ 23 ] |
| 3 czerwca       | „As It Was”                         | Harry Styles               | [ 24 ] |
| 10 czerwca      | „Running Up That Hill”              | Kate Bush                  | [ 25 ] |
| 17 czerwca      | „Running Up That Hill”              | Kate Bush                  | [ 26 ] |
| 27 czerwca      | „Glimpse of Us”                     | Joji                       | [ 27 ] |
| 1 lipca         | „As It Was”                         | Harry Styles               | [ 28 ] |
| 15 lipca        | „Running Up That Hill”              | Kate Bush                  | [ 29 ] |
| 22 lipca        | „Tyliai Pakuždėk”                   | Jessica Shy                | [ 30 ] |
| 29 lipca        | „Tyliai Pakuždėk”                   | Jessica Shy                | [ 31 ] |
| 5 sierpnia      | „Aerobika”                          | DJ Nevykele                | [ 32 ] |
| 12 sierpnia     | „Aerobika”                          | DJ Nevykele                | [ 33 ] |
| 19 sierpnia     | „Aerobika”                          | DJ Nevykele                | [ 34 ] |
| 26 sierpnia     | „Aerobika”                          | DJ Nevykele                | [ 35 ] |
| 2 września      | „Aerobika”                          | DJ Nevykele                | [ 36 ] |
| 9 września      | „Aerobika”                          | DJ Nevykele                | [ 37 ] |
| 16 września     | „Aerobika”                          | DJ Nevykele                | [ 38 ] |
| 23 września     | „Aerobika”                          | DJ Nevykele                | [ 39 ] |
| 7 października  | „Unholy”                            | Sam Smith, Kim Petras      | [ 40 ] |
| 14 października | „Unholy”                            | Sam Smith, Kim Petras      | [ 41 ] |
| 20 października | „Miss You”                          | Oliver Tree, Robin Schulz  | [ 42 ] |
| 28 października | „Miss You”                          | Oliver Tree, Robin Schulz  | [ 43 ] |
| 4 listopada     | „Miss You”                          | Oliver Tree, Robin Schulz  | [ 44 ] |
| 11 listopada    | „Miss You”                          | Oliver Tree, Robin Schulz  | [ 45 ] |
| 18 listopada    | „Miss You”                          | Oliver Tree, Robin Schulz  | [ 46 ] |
| 25 listopada    | „Thru Your Phone”                   | Cardi B                    | [ 47 ] |
| 2 grudnia       | „Panelė Verta Milijono”             | Yva, Remis Retro           | [ 48 ] |
| 9 grudnia       | „Bloody Mary”                       | Lady Gaga                  | [ 49 ] |
| 16 grudnia      | „Rockin’ Around the Christmas Tree” | Brenda Lee                 | [ 50 ] |
| 23 grudnia      | „Rockin’ Around the Christmas Tree” | Brenda Lee                 | [ 51 ] |
| 30 grudnia      | „Rockin’ Around the Christmas Tree” | Brenda Lee                 | [ 52 ] |